# Школярі
Школярі —село в Україні, у Жовківській міській громаді Львівського району Львівської області, орган місцевого самоврядування — Жовківська міська рада. Населення становить 68 осіб (станом на 2001 рік). Село розташоване на півночі Жовківської громади, за 8,7 кілометра від центру ОТГ.

## Географія
Село Школярі лежить за 8,7 км на північ від центру громади, фізична відстань до Києва — 450,9 км.
| Клімат Школярів         | Клімат Школярів | Клімат Школярів | Клімат Школярів | Клімат Школярів | Клімат Школярів | Клімат Школярів | Клімат Школярів | Клімат Школярів | Клімат Школярів | Клімат Школярів | Клімат Школярів | Клімат Школярів | Клімат Школярів |
| Показник                | Січ.            | Лют.            | Бер.            | Квіт.           | Трав.           | Черв.           | Лип.            | Серп.           | Вер.            | Жовт.           | Лист.           | Груд.           | Рік             |
| Середній максимум, °C   | −1,2            | 0,1             | 5,1             | 12,9            | 18,9            | 21,9            | 23,4            | 22,8            | 18,3            | 12,8            | 5,6             | 0,8             | 11,8            |
| Середня температура, °C | −3,8            | −2,4            | 1,8             | 8,4             | 13,7            | 16,6            | 18,1            | 17,4            | 13,4            | 8,5             | 2,8             | −1,5            | 7,8             |
| Середній мінімум, °C    | −6,4            | −4,9            | −1,5            | 3,9             | 8,5             | 11,4            | 12,8            | 12,0            | 8,6             | 4,2             | 0,1             | −3,7            | 3,8             |
| Норма опадів, мм        | 32              | 32              | 37              | 46              | 70              | 85              | 88              | 68              | 57              | 43              | 40              | 43              | 641             |
| ----------------------- | --------------- | --------------- | --------------- | --------------- | --------------- | --------------- | --------------- | --------------- | --------------- | --------------- | --------------- | --------------- | --------------- |
| Джерело:                |                 |                 |                 |                 |                 |                 |                 |                 |                 |                 |                 |                 |                 |

## Історія
До 1940 року Школярі були присілком села Замочок, що в Жовківському повіті.
12 червня 2020 року, відповідно до розпорядження Кабінету Міністрів України № 718-р «Про визначення адміністративних центрів та затвердження територій територіальних громад Львівської області», село увійшло до складу Жовківської міської громади.
19 липня 2020 року, в результаті адміністративно-територіальної реформи та ліквідації Жовківського району, село увійшло до складу новоствореного Львівського району.

## Населення
Станом на 1989 рік у селі проживали 125 осіб, серед них — 52 чоловіки і 73 жінки.
За даними перепису населення 2001 року у селі проживали 68 осіб. Рідною мовою назвали:
| Мова       | Кількість осіб | Відсоток |
| ---------- | -------------- | -------- |
| українська | 68             | 100,00%  |